# Икона (общество)
Общество «Икона» — русская эмигрантская организация, созданная в 1927 году в Париже по инициативе Владимира Павловича Рябушинского с целью распространения знаний о русской иконе как в русском, так и во французском обществе.
В. П. Рябушинский возглавлял Общество «Икона» в течение четверти века. В 1952 году новым председателем Общества стал Николай Иванович Исцелленов (1891—1981), пробывший на этом посту 27 лет. С 1979 года председателем Общества «Икона» в Париже состоит Зинаида Евгеньевна Залесская.
К концу XIX века многие иконы, находившиеся в церквях, были покрыты слоем копоти и потемневшей олифы и почти перестали быть видимыми. Одним из первых, кто обратил внимание на русскую иконопись, был Н. П. Лихачев, который начал собирать иконы, исследовать их и удалять с них слои копоти. Это было «открытием» искусства древней русской иконы.
По свидетельствам З. Е. Залесской, записанным в Иркутске Ю. П. Лыхиным, «с самого начала своей практической деятельности члены Общества „Икона“ руководствовались идеей возрождения и продолжения традиций древнего русского иконописания, противостоя существовавшей тогда ориентации на иконы в духе В. Васнецова или академического письма XIX века».
Среди почитателей искусства древней русской иконы с самого начала его «открытия» определилось три главных направления:

1. Изучение икон как памятников национального русского творчества и понимание их красоты;
2. Богословское и каноническое изучение икон с точки зрения их церковного и литургического содержания;
3. Продолжение искусства иконы для церковных целей и для молитвенных надобностей.

— Из устава Общества
В 1951—1971 годах председателем общества являлся Н. И. Исцеленнов.

## Члены общества
- Епископ Даниил (Александров)
- Успенский, Леонид Александрович